# Lion Hunter

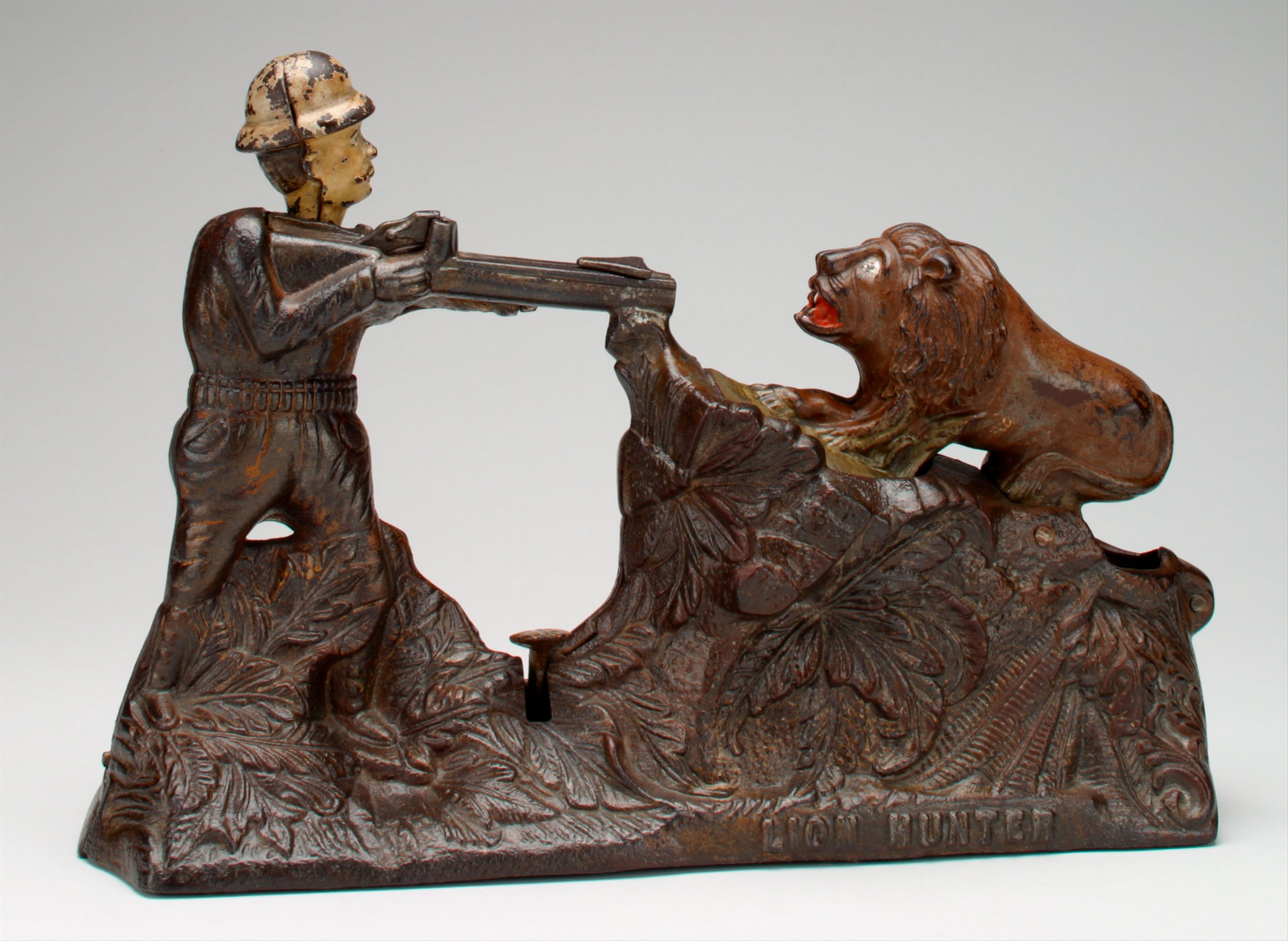
Lion Hunter

Der Lion Hunter ist eine mechanische Spardose aus Gusseisen, die den früheren US-amerikanischen Präsidenten Theodore Roosevelt bei der Jagd auf einen Löwen darstellt. Das design patent wurde 1911 Charles A. Bailey erteilt. Die Mechanik entspricht jener der Spardose Teddy and the Bear und wurde von Bailey bereits 1907 patentiert. Der Lion Hunter wurde von der Gießerei J. & E. Stevens Co. in Cromwell, Connecticut produziert.

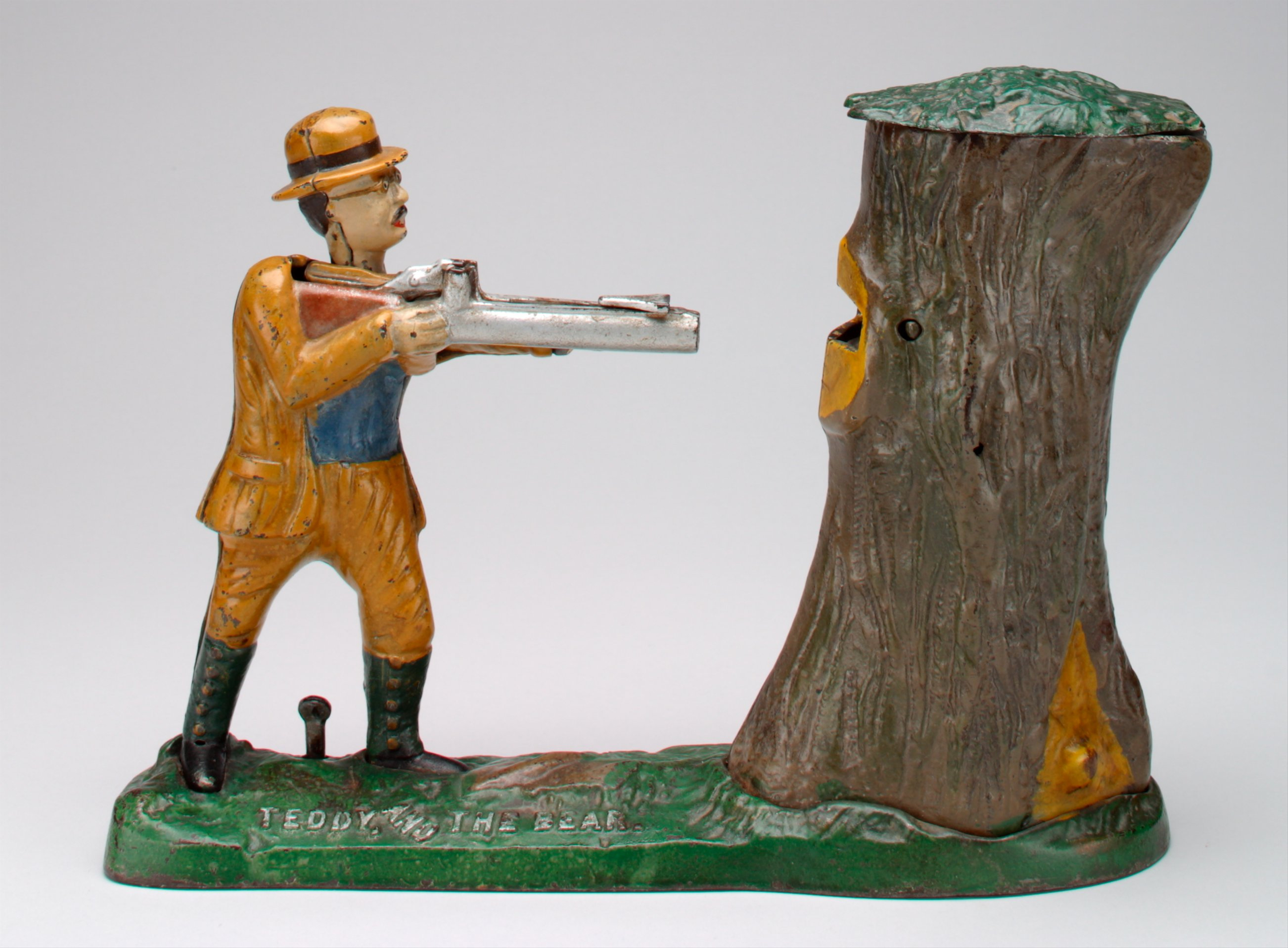
Teddy and the Bear, pat. 1907, innere Mechanik wie der Lion Hunter

## Hintergrund
Im 19. und frühen 20. Jahrhundert waren mechanische Spardosen beliebt, bei denen durch den Einwurf einer Münze oder durch das Bedienen eines Knopfes oder Hebels ein Mechanismus ausgelöst wurde. Beispiele für die nach einem Münzeinwurf ausgeführten Bewegungen sind Gesten der Dankbarkeit wie Verbeugungen oder das Nicken mancher Missionsspardosen, der „Nickneger“. Andere Spardosen führten Bewegungen nach einer Bedienhandlung aus, üblicherweise war das der Transport einer Münze in einen innenliegenden Behälter.
In Deutschland wurden mechanische Spardosen meist aus lithografiertem Blech hergestellt, während in den Vereinigten Staaten und im Vereinigten Königreich Gusseisen als Material bevorzugt wurde. Zwischen 1875 und 1910 wurden in den USA mehr als 600 verschiedene Modelle von Spardosen produziert, von denen mehr als 260 mechanische Spardosen waren. Entwürfe der mechanischen Spardosen wurden häufig patentiert. Entwürfe, die auf einer bereits geschützten Mechanik beruhten und nur eine neue äußere Erscheinung verwirklichten, konnten mit einem design patent geschützt werden. Charles Bailey hatte seit dem späten 19. Jahrhundert mehrere Entwürfe von mechanischen Spardosen zum Patent angemeldet, die von der J. & E. Stevens Co. in Cromwell, Connecticut produziert wurden.
Der US-amerikanische Präsident Theodore Teddy Roosevelt war in der Bevölkerung überaus beliebt. Dazu trugen auch sein Ruf als Held des Spanisch-Amerikanischen Kriegs und Kommandeur der Rough Riders, seine legendäre Jagdleidenschaft und seine unverhohlene Bewunderung für den American Grizzly bei. Dem US-amerikanischen Entstehungsmythos der Bezeichnung „Teddybär“ zufolge weigerte Roosevelt sich auf einer Bärenjagd im Jahr 1902, ein von Helfern zum Abschuss bereitgestelltes Grizzlyjunges zu töten. Die Begebenheit führte schließlich dazu, dass Plüschbären mit beweglichen Gliedern Teddybären genannt wurden. 1907 patentierte Charles A. Bailey die mechanische Spardose Teddy and the Bear, die von der Gießerei J. E. Stevens produziert wurde.
Wenige Wochen nach seinem Ausscheiden aus dem Präsidentenamt reiste Roosevelt im März 1909 als Leiter der Smithsonian-Roosevelt African Expedition nach Afrika. Die Berichterstattung über die Expedition fand fast täglich ein aufmerksames Publikum. Die Expedition wurde ein bedeutender Bestandteil der zeitgenössischen US-amerikanischen Populärkultur, mit Roosevelts Reisebericht African Game Trails, der bereits während der Expedition in Scribner’s Magazine veröffentlicht wurde, Filmdramen und Dokumentarfilmen wie Roosevelt in Africa, Songs, zahllosen Karikaturen und Cartoons und Spielzeug wie Teddy Roosevelt’s Adventures in Africa. 1911 erhielt Charles A. Bailey ein design patent für einen neuen Entwurf, den Lion Hunter. Dabei wurde gegenüber Teddy and the Bear nur die äußere Erscheinung geändert, das Innere der Spardose und die Mechanik blieben unverändert. Es gibt keinen Beleg dafür, dass die Figur des Löwenjägers Theodore Roosevelt darstellen soll. Allerdings ist der Lion Hunter ein einzigartiges Motiv, er basiert auf dem sicher nach Roosevelt benannten Teddy and the Bear, und das Patent wurde weniger als ein Jahr nach Roosevelts Rückkehr von der Afrika-Expedition angemeldet.

## Beschreibung
Die aus Gusseisen gefertigte Spardose ist etwa 30,2 Zentimeter lang, 7 Zentimeter breit und 18,4 Zentimeter hoch. Sie besteht aus einer Basis, die mit Farnen und anderem Blattwerk bedeckte Felsen nachbildet. Links steht vor einem kleinen Felsen ein Jäger mit Tropenhelm, Patronengurt und erhobenem Gewehr. Das Gewehr ist nach rechts gerichtet, wo ein Löwe in geduckter Haltung und zum Jäger gewandt auf einem großen Felsen steht. Hände und Gesicht des Jägers sind fleischfarben bemalt, mit weißen Augen und schwarzen Pupillen und roten Lippen. Die Augenbrauen, der Schnauzbart und der Kneifer sind schwarz aufgemalt und machen den Jäger zu einem Abbild Roosevelts. Über seiner hellbraunen Uniform trägt er einen goldfarbenen Patronengurt. Die Stiefel sind grün mit goldenen Knöpfen und der Tropenhelm grau bemalt. Das Gewehr ist silberfarben mit einem rotbraunen Schaft. Der Löwe ist braun bemalt, mit schwarzweißen Augen und weißen Zähnen in einem roten Maul. Die Basis ist grün mit einem goldenen metallischen Schimmer. Um den Eindruck von Felsen zu verstärken, sind Glimmerpartikel darüber verteilt. Die floralen Elemente und der Schriftzug LION HUNTER sind kupferfarben hervorgehoben.
Der Bewegungsablauf des Lion Hunter ist außergewöhnlich komplex. Zunächst wird der Schlitten auf dem Lauf des Gewehrs zurückgezogen und damit gespannt. Dabei bewegt sich der Kopf des Jägers nach vorne, als würde er zielen. Eine Kleinmünze wird vor dem Schlitten platziert und der Hebel auf der Basis der Spardose betätigt. Daraufhin wird der Kopf des Jägers wie von einem Rückstoß des Gewehrs wieder nach hinten bewegt, der Löwe kippt nach hinten und seine angehobenen Vorderläufe geben die Öffnung des Münzbehälters frei. Gleichzeitig schlägt ein Bolzen von hinten gegen den Schlitten, der sich auf dem Lauf nach vorne bewegt. Die Münze wird gegen die Unterseite der offenen Klappe geschleudert und fällt nach unten in den Behälter. Es besteht die Möglichkeit, ein Zündplättchen zwischen Bolzen und Schlitten zu legen, damit beim Auslösen des Mechanismus ein Knall zu hören ist. Der Löwe kann auch ohne Betätigung des Gewehr-Mechanismus nach hinten gekippt werden, indem der Auslösehebel nach oben gezogen wird.
Vom Lion Hunter sind keine Varianten in Farbgebung oder Guss und keine Fälschungen bekannt.

## Sammlermarkt
Der Lion Hunter weist eine ganze Reihe von Merkmalen auf, die ihn unter den mechanischen Spardosen hervorheben. Er wurde von Charles A. Bailey entworfen, einem der bedeutendsten Gestalter von gusseisernen mechanischen Spardosen der Vereinigten Staaten. Das Modell wurde nur in einer verhältnismäßig geringen Stückzahl hergestellt. Er hat eine imposante Größe, eine sehr komplexe Mechanik und eine attraktive Bemalung. Wie bei allen historischen Spielzeugen bestimmt die Erhaltung den Marktpreis. Sehr gut erhaltene Exemplare, uneingeschränkt funktionsfähig, vollständig und mit weitgehend intakter Bemalung, erzielen auf Spielzeugmessen und Auktionen in den Vereinigten Staaten fünfstellige Preise.